# شتولپ (شلسویگ-هولشتاین)
شتولپ (به آلمانی: Stolpe) یک شهر در آلمان است که در پلون واقع شده‌است. شتولپ ۱٬۳۳۸ نفر جمعیت دارد.